# Sigmosceptrella quadrilobata
Sigmosceptrella quadrilobata är en svampdjursart som beskrevs av Arthur Dendy 1922. Sigmosceptrella quadrilobata ingår i släktet Sigmosceptrella och familjen Podospongiidae. Inga underarter finns listade i Catalogue of Life.